# Merrick (berg i Storbritannien)
Merrick är ett berg i Storbritannien.   Det ligger i kommunen Dumfries and Galloway och riksdelen Skottland, i den centrala delen av landet, 500 km nordväst om huvudstaden London. Toppen på Merrick är 843 meter över havet. Merrick ingår i Rhinns of Kells.
Terrängen runt Merrick är huvudsakligen kuperad. Merrick är den högsta punkten i trakten. Runt Merrick är det glesbefolkat, med 9 invånare per kvadratkilometer. Närmaste större samhälle är Straiton, 18,6 km norr om Merrick. I omgivningarna runt Merrick växer i huvudsak blandskog.